# Malabar (Trinidad y Tobago)
Malabar es una localidad de Trinidad y Tobago, que forma parte del borough de Arima.

## Geografía
La localidad abarca parte de la isla Trinidad y limita al norte con Arima, al sur con Peytonville (Tunapuna-Piarco), al este con Tumpuna Road y al oeste con O'Meara Road.

## Demografía
Datos demográficos de la localidad de Malabar:
| Gráfica de evolución demográfica de Malabar entre 2000 y 2011 |
|                                                               |